# Samat (Berg)
Der Mount Samat ist ein Berg in der philippinischen Provinz Bataan und Standort des Dambana ng Kagitingan oder „Schrein von Valor“.
Der Mount Samat war zusammen mit der Inselfestung Corregidor während der Schlacht von Bataan im Jahre 1942 Ort der brutalsten Schlacht gegen die Kaiserlich Japanische Armee.
Nach schweren Verlusten gegen die Japaner überall auf Luzon zogen sich US-amerikanische und philippinische Soldaten auf die Halbinsel Bataan zurück um sich für eine letzte Schlacht neu zu formieren. Dieser Rückzug gehörte zur im War Plan Orange formulierten US-amerikanischen Strategie.
Nach einer dreitägigen heftigen Schlacht ergaben sich 78.000 erschöpfte, kranke und hungernde Soldaten unter Major General Edward P. King der Kaiserlich Japanischen Armee. Dies war und ist bis heute die größte einzelne Kapitulation US-amerikanischer Streitkräfte. Diese Truppen wurden danach auf den Todesmarsch von Bataan geführt.
Der Berg ist heute ein Kriegsdenkmal. Auf dem Berggipfel steht ein in riesiges weißes Kreuz stille aber beredte Mahnung an die Männer, die hier starben. Das Kreuz bildet zusammen mit einem nahen Kriegsmuseum eine Touristenattraktion das eine umfangreiche Sammlung von Gemälden philippinischer „Kriegshelden“ und der während der Schlacht genutzten Bewaffnung US-amerikanischer und japanischer Streitkräfte zeigt.